# Christine Sophie Friis
Christine Sophie komtesse Friis, gift lensgrevinde Wedel-Friis (22. januar 1713 på Frijsenborg - 5. oktober 1787 sammesteds) var ældste datter af lensgreve Christian Friis (1691-1763) til Frijsenborg og hustru Øllegaard Gersdorff (1687-1734). Med sin mand ejede hun grevskabet Frijsenborg. Hun var søster til Elisabeth Sophie Friis.

## Liv
Hun blev den 4. oktober 1743 i Hammel Kirke viet til Erhard Wedel Jarlsberg, der ved ægteskabets indgåelse blev ophøjet i lensgrevestanden med navnet Wedel-Friis. I ægteskabet fødtes i 1745 en datter Christiane Sophie, der døde året efter og blev bisat i Hammel Kirkes grevelige kapel. Ægteskabet var derefter barnløst.
Ved sin far, Christian Friis' død 1763 uddøde mandslinjen i slægten Friis. Ejerskabet af grevskabet gik derefter i arv til hende som hans ældste datter og umiddelbart derefter til hendes mand.
Christine Sophie Friis fortsatte ombygningen af Boller Slot, som hendes far havde begyndt i 1759.  Arbejdet afsluttedes i 1769, og Boller Slot fremstod herefter ganske anderledes. Fra at være en gammeldags og ubekvem hovedbygning blev det til en moderne, sammenhængende 1700-talsbygning, hvor en forfinet herregårdskultur kunne udfolde sig. Hun påbegyndte i 1764 anlægget af en lystskov mellem parken og Horsens Fjord. En trætavle fra den tid minder fortsat om ægteparret Wedel-Friis' betydning for Boller.
I hendes tid udvidedes hendes besiddelser yderligere med to godser, Wedelslund ved Galten i 1768 og Søbygaard i 1778. Disse godser indgik ikke i grevskabet Frijsenborg, men var allodialgodser. 
Christine Sophie Friis døde på Frijsenborg den 5. oktober 1787 og blev bisat i det grevelige kapel ved Hammel Kirke. 
Ejerskabet videreførtes af søsteren Elisabeth Sophie Desmercières (1714-1799) 

## Læs yderligere
- H.H. Berner Schilden Holsten: Danske Herregaardes Ejere, København 1906. Danmarks Veterinær- og Jordbrugsbibliotek.
- Annette Hoff: Boller Slot i 650 år, Wormianum, Landbohistorisk Selskab 2012.
- Bjerre Herred Bogen I & II, Glud Museums Forlag 1963 og 2001.
- Knud Søndergaard: Asta Grundtvig, Liv og virke, slægt og venner. Redaktion af illustrationer: Lars Thorkild Bjørn. Forlaget Vartov 2013.